# Фиськович, Лилия Николаевна
Лилия Николаевна Фиськович (рум. Lilia Fisikovici; род. 29 марта 1989, Тирасполь), в девичестве Тозловану (рум. Tozlovanu) — молдавская легкоатлетка, специалистка по бегу на длинные дистанции и марафону. Выступает как элитная спортсменка с 2007 года, победительница и призёрка многих стартов международного значения, рекордсменка Молдавии в марафоне и полумарафоне, участница летних Олимпийских игр в Рио-де-Жанейро. Мастер спорта Молдавии международного класса.

## Биография
Лилия Фиськович родилась 29 марта 1989 года в городе Тирасполь Молдавской ССР.
Занималась лёгкой атлетикой в тираспольской Специализированной детско-юношеской школе олимпийского резерва № 2 им. В. Б. Долгина под руководством тренера Николая Владимировича Мыцыкова. Сотрудница Специального отряда быстрого реагирования «Днестр» МВД ПМР.
Начиная с 2007 года в статусе элитной спортсменки регулярно принимала участие в различных соревнованиях на шоссе, бегала дистанции 3, 5 и 10 км, а также полумарафон. Выступала преимущественно на территории Польши и других восточноевропейских стран.
Дебютировала на марафонской дистанции в сентябре 2015 года, когда с результатом 2:35:12 стала второй в зачёте Варшавского марафона.
Выполнив с большим запасом олимпийский квалификационный норматив 2:45:00, вошла в основной состав молдавской национальной сборной и удостоилась права защищать честь страны на летних Олимпийских играх 2016 года в Рио-де-Жанейро — в программе женского марафона показала время 2:34:05, расположившись в итоговом протоколе соревнований на 27 строке.
В 2018 году выступила на чемпионате мира по полумарафону в Валенсии, где в личном зачёте заняла 36 место. В рамках Люблянского марафона показала результат 2:28:26, побив тем самым национальный рекорд Молдавии, принадлежавший Татьяне Зуевой и продержавшийся 27 лет.
В 2019 году помимо прочего принимала участие в командном чемпионате Европы в Быдгоще, заняла 2-е место в забегах Третьей лиги на 3000 и 5000 метров. Выполнила олимпийский квалификационный норматив на Лондонском марафоне, где заняла итоговое 14 место и обновила национальный рекорд Молдавии — 2:27:26.